# Gare de Balbigny
La gare de Balbigny est une gare ferroviaire française de la ligne de Moret - Veneux-les-Sablons à Lyon-Perrache, située sur le territoire de la commune de Balbigny, dans le département de la Loire en région Auvergne-Rhône-Alpes.
C'est une gare de la Société nationale des chemins de fer français (SNCF) desservie par les trains du réseau TER Auvergne-Rhône-Alpes.

## Situation ferroviaire
Établie à 334 mètres d'altitude, la gare de Balbigny est située au point kilométrique (PK) 452,116 de la ligne de Moret - Veneux-les-Sablons à Lyon-Perrache entre les gares de Saint-Jodard et de Feurs.

## Histoire
La gare a été ouverte aux voyageurs lors de la première circulation sur la ligne le 15 mars 1833.
En 2018, selon les estimations de la SNCF, la fréquentation annuelle de la gare est de 77 800 voyageurs, nombre arrondi à la centaine la plus proche.

## Service des voyageurs

### Accueil
Halte SNCF, c'est un point d'arrêt non géré (PANG) à entrée libre, équipé de distributeurs de titres de transport TER.

### Dessertes
Balbigny est desservie par des trains du réseau TER Auvergne-Rhône-Alpes qui circulent sur la ligne no 12 entre les gares de Roanne et Saint-Étienne-Châteaucreux.

### Intermodalité
Une correspondance est possible avec les lignes Cars Région Loire L15 pour Saint-Étienne et L57, ligne de transport à la demande sur le secteur de Balbigny.
Un parking pour les véhicules ainsi que pour les vélos y est aménagé.